# Gare de Portbou
La gare de Portbou (en catalan : estació de Portbou) est une gare ferroviaire espagnole de la ligne Barcelone - Gérone - Portbou, située sur le territoire de la commune de Portbou, dans la comarque de l'Alt Empordà, dans la province de Gérone, en Catalogne.

## Situation ferroviaire
La gare de Portbou est la dernière gare espagnole avant la frontière ; elle est située au point kilométrique (PK) 97,227 de la ligne Barcelone - Gérone - Portbou, entre les gares en service de Cerbère et de Colera. Elle se trouve également au PK 510,700 de la ligne de Narbonne à Port-Bou (frontière), dont elle constitue l'aboutissement. Son altitude est de 30,8 mètres.

## Histoire
Cette gare de la « ligne de Gérone » a été mise en service en 1878, plus précisément le 20 janvier, quand la section bâtie par la Compañía de los ferrocarriles de Tarragona a Barcelona y Francia (TBF), entre Figueras et Portbou, est entrée en service.
En 1898, la compagnie a été absorbée par la Compañía de los ferrocarriles de Madrid a Zaragoza y Alicante (MZA). En 1929, cette dernière décida de remplacer l'enceinte initiale par une plus grande, à laquelle une grande marquise en verre et en métal a été ajoutée par les ateliers Joan Torras et Guardiola ; par ailleurs, la voie a été doublée. Cette fusion a été maintenue jusqu'en 1941, année où la nationalisation des chemins de fer en Espagne entraîne la disparition de toutes les sociétés privées existantes et la création de la Renfe.
Enfin, en 2005, la gare a été transférée à l'ADIF.
En 2016, 79 000 voyageurs (se répartissant en 45 000 montées et 34 000 descentes) ont transité en gare.
Par ailleurs, la circulation des Intercités de nuit (en provenance de Paris-Austerlitz) est arrêtée depuis le 1er juillet 2022.

## Description
La gare de Portbou est une gare internationale (ou gare frontière) inaugurée en 1929, à l'occasion de l'Exposition internationale de Barcelone. Elle est le terminus des trains venant du réseau français, à écartement standard, et est exploitée conjointement avec la gare française de Cerbère, qui est le terminus des trains espagnols. Les deux gares sont reliées par des voies aux deux écartements, voie normale (1 435 mm) et voie large ibérique (1 668 mm).
Les installations, compte tenu de son statut de gare frontière, sont vastes et peuvent être réparties entre la zone voyageurs et la zone marchandises. Pour que les trains français puissent effectuer des manœuvres, il existe un tunnel parallèle au tunnel de Pineda. Les quais sont reliés par de multiples passages sur les voies et d'autres qui sont souterrains.
Après le bâtiment voyageurs, il y a, du côté français, un petit bâtiment dédié au changement d'écartement des bogies, destiné aux trains Talgo. Ce bâtiment servit de 1968 à 2013, date à laquelle le premier TGV circula entre Figueras - Vilafant et Perpignan.
En parallèle des voies espagnoles avec quais, il y a 8 voies de service auxquelles s'ajoutent 2 voies sur fosse dédiées à la révision des trains. Il y a également 2 voies d'atelier pour le matériel moteur. La zone de marchandises est utilisée pour le trafic de transport combiné (huit voies sont dédiées à ce trafic) ; les opérations de transbordement des conteneurs sont réalisées par deux portiques de manutention. Certaines des voies du complexe marchandises (qui comporte un total de 28 voies) disposent de trois rails, pour la circulation de trains des deux écartements.
À côté de l'important bâtiment voyageurs, il y a un bâtiment qui était dédié au transfert de colis et de courriers. À la sortie de Portbou, vers Cerbère, se trouve le tunnel des Balitres, qui comporte une voie de chaque écartement et un tunnel de manœuvres de 300 mètres de long, construit entre 1983 et 1984.

## Service des voyageurs

### Accueil
La gare est située à l'ouest du centre-ville. Le bâtiment voyageurs dispose d'un guichet, de distributeurs automatiques, de salles d'attente, d'emplacements à louer[Quoi ?] et, à l'époque[Quand ?], il disposait également d'une cafétéria. En 2019, la construction d'ascenseurs sur tous les quais a été lancée, afin de rendre la gare accessible aux personnes à la mobilité réduite. Avant la création de l'espace Schengen, il abritait également des installations de douanes.

### Desserte
La gare de Portbou est desservie par les trains régionaux catalans de la ligne R11 des Rodalies de Catalunya et ceux de la ligne RG1 de la Rodalia de Gérone. Elle est également le terminus des Media Distancia de la ligne R11, mais aussi des TER de la région française Occitanie (en provenance notamment de Perpignan, Toulouse-Matabiau et d'Avignon-Centre entre autres).

## Galerie de photographies

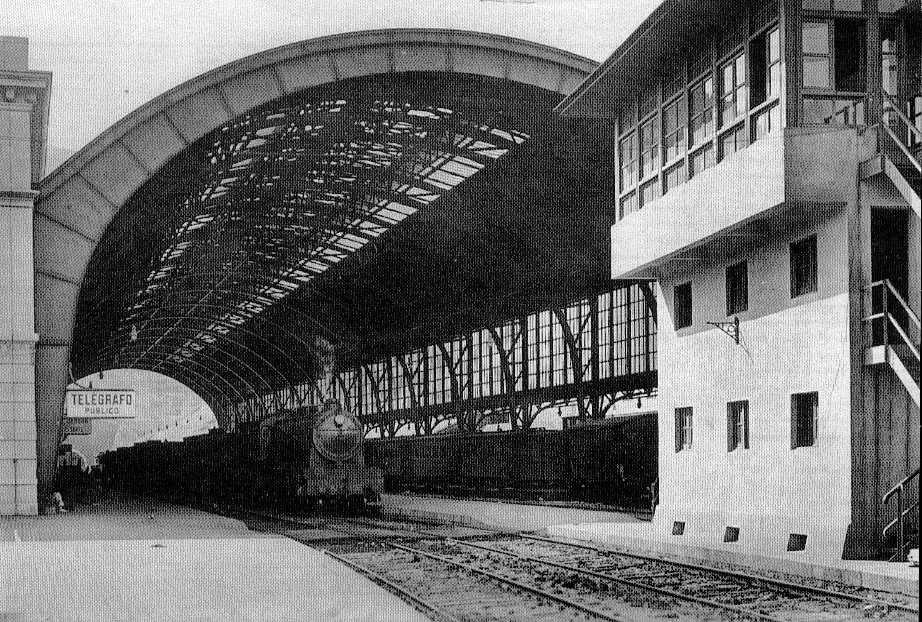
La gare, au temps de la vapeur.
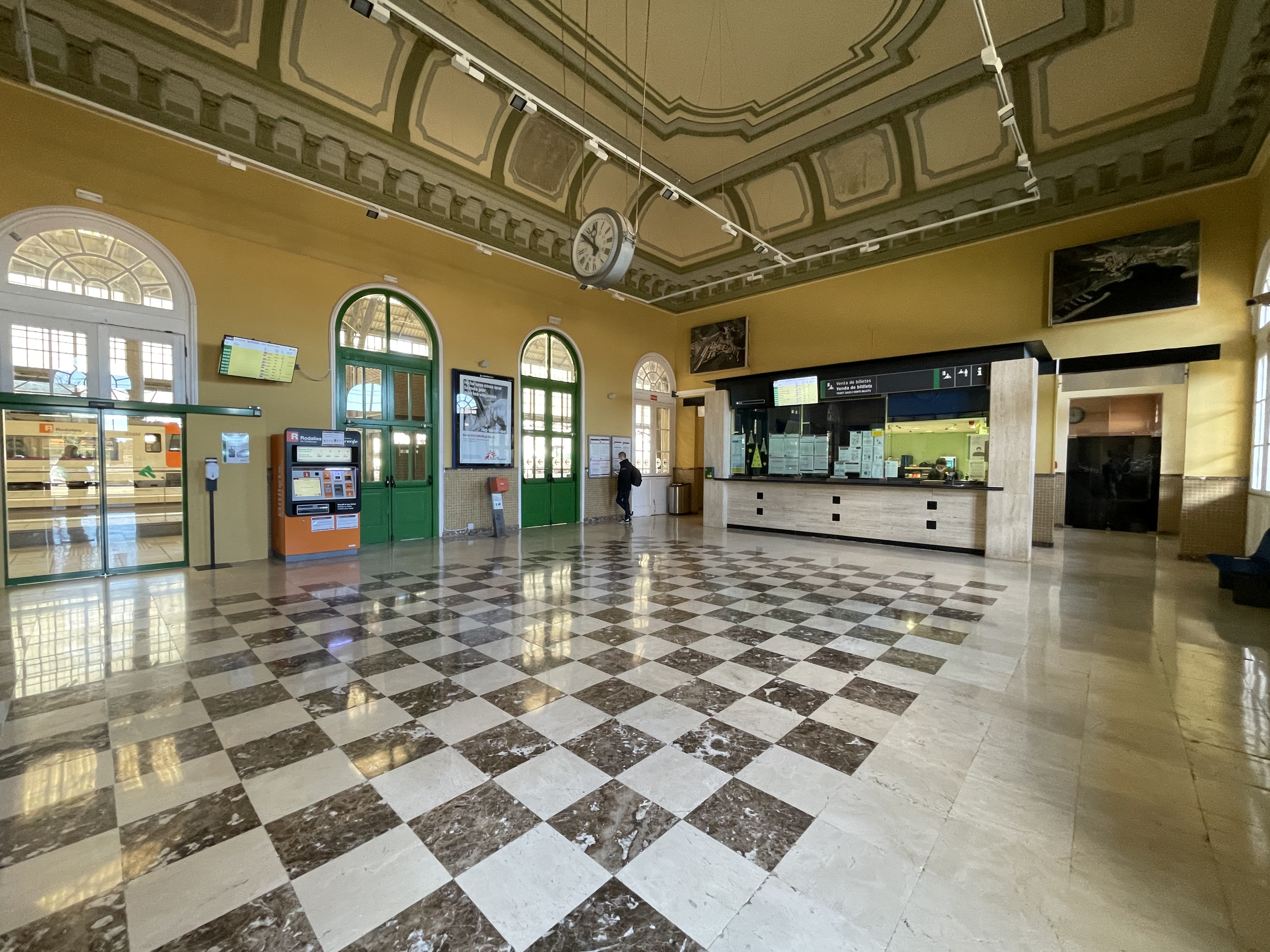
L'intérieur du bâtiment voyageurs.
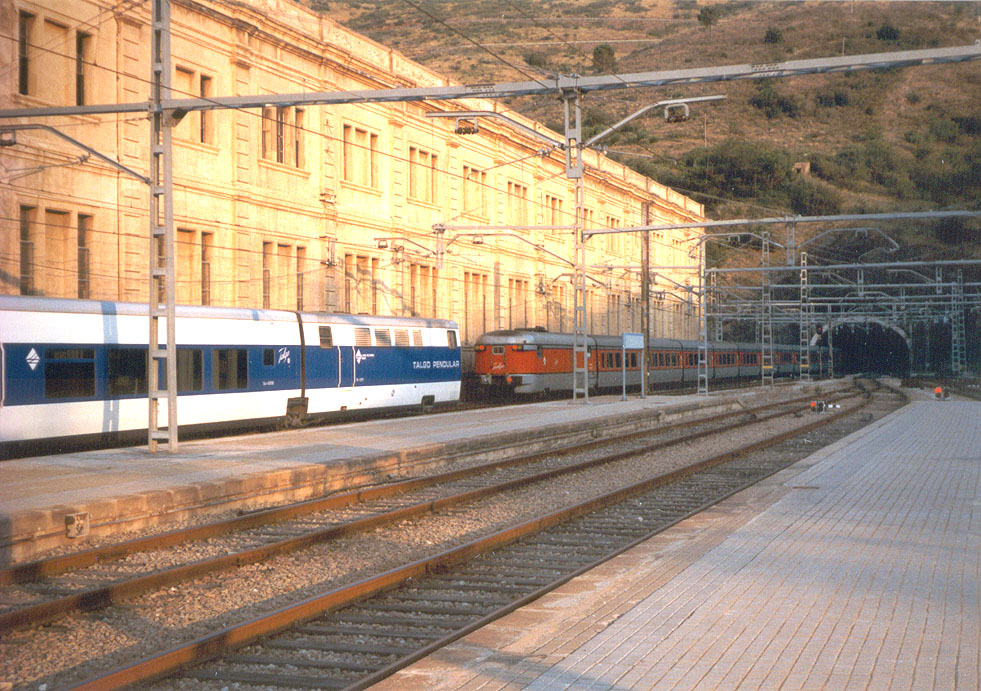
Deux rames Talgo.
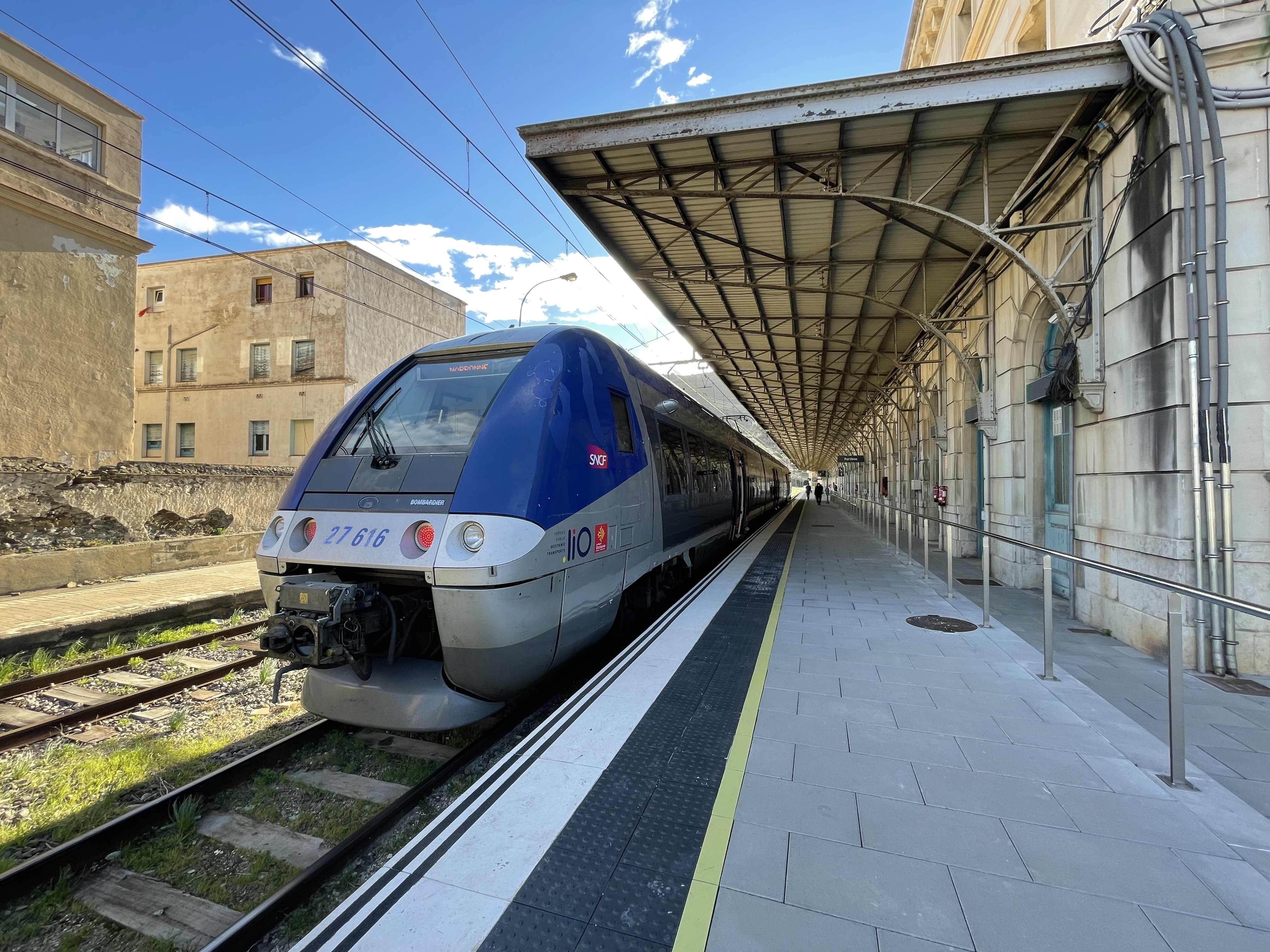
Un TER sur l'une des voies à écartement normal.
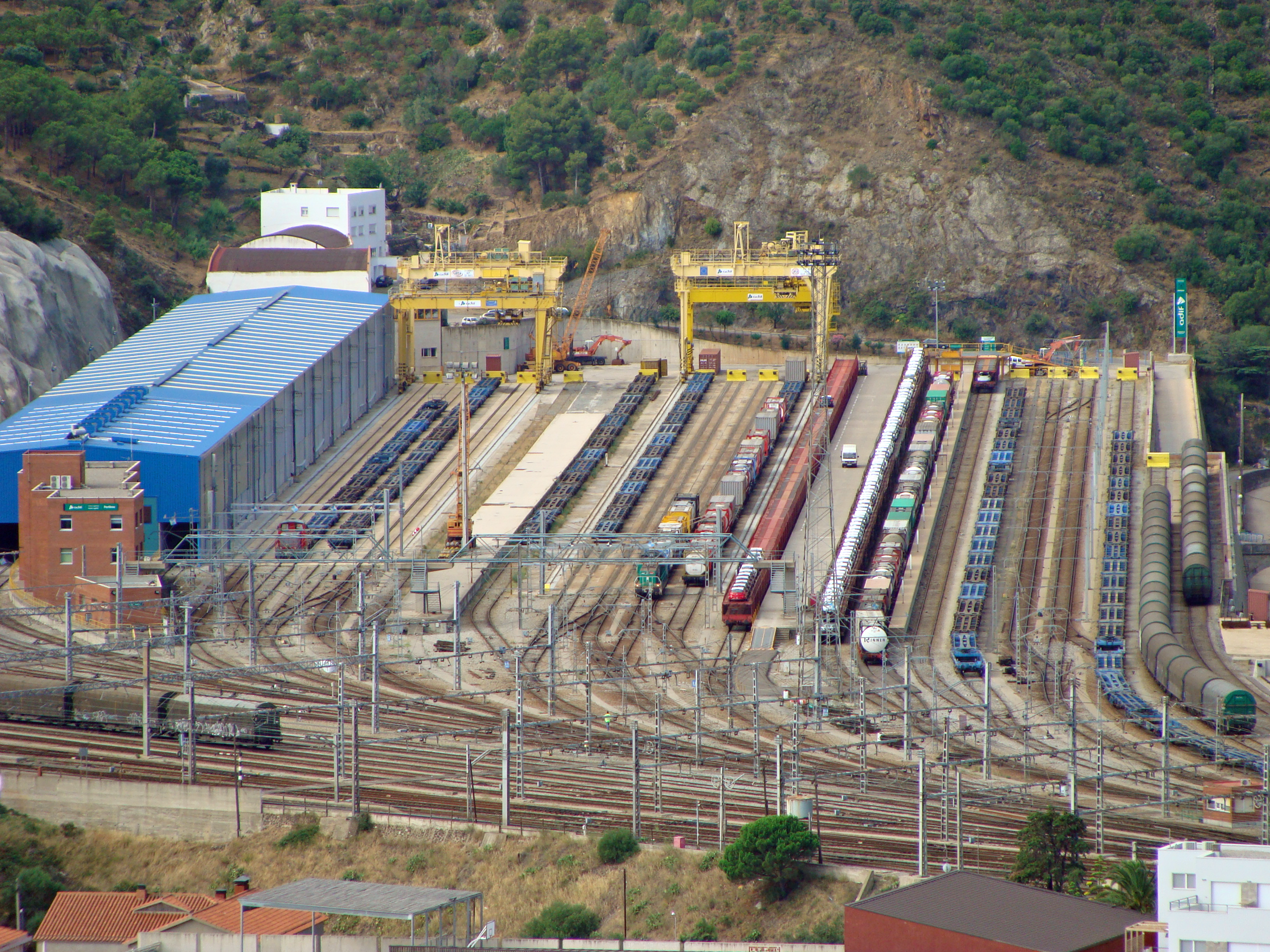
Les installations pour le trafic du fret.